# Abdülhamit II

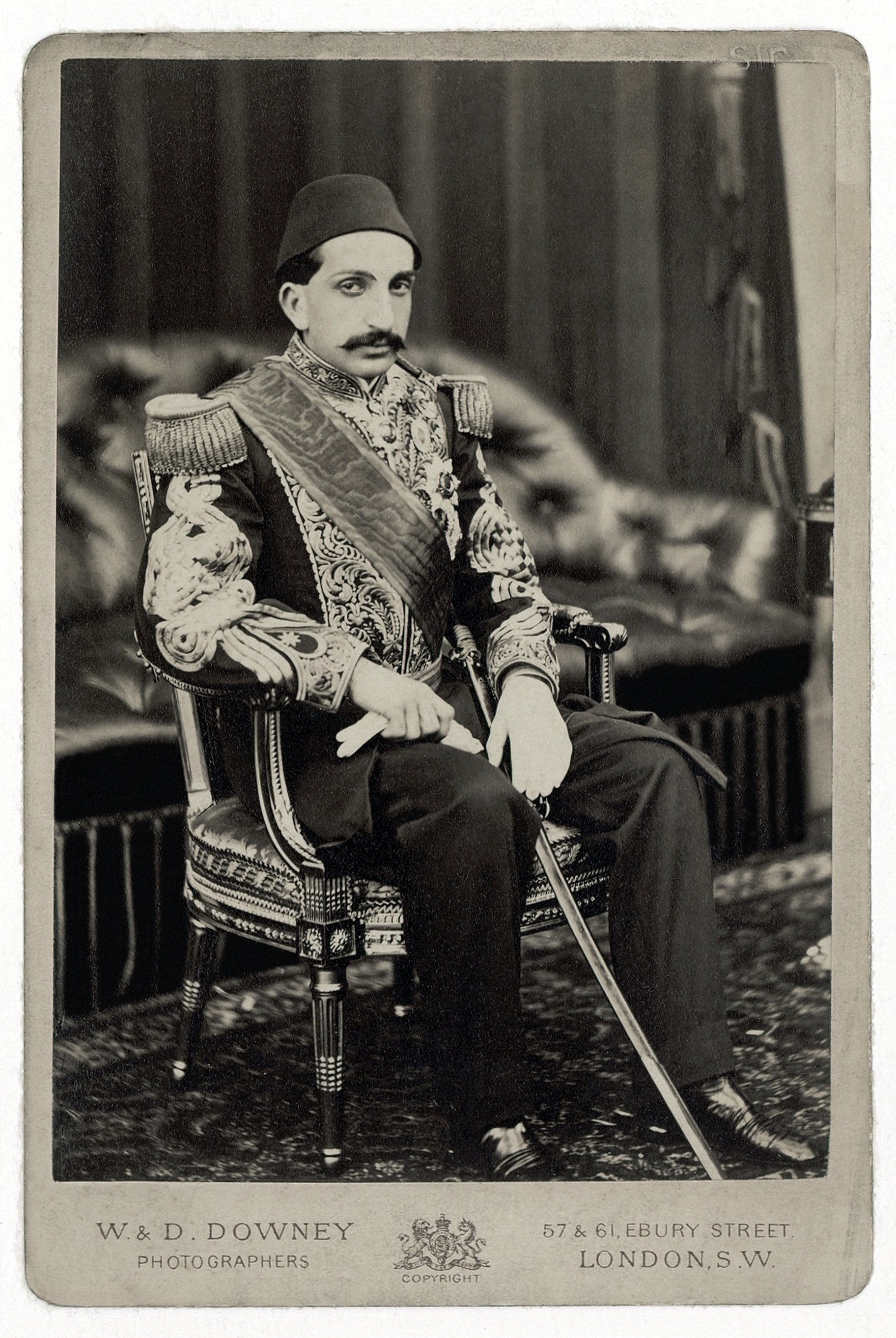
Abdül Hamid II

Abdulhamid II (Ottomaans Turks: عبد الحميد ثانی, `Abdü’l-Ḥamīd-i sânî; 21 september 1842 - 10 februari 1918) was de 34e sultan van het Ottomaanse rijk en de laatste sultan die absolute soevereiniteit had in de staat van ineenstorting. Zijn bijnaam was de Rode Sultan vanwege moordpartijen die werden uitgevoerd tijdens zijn bewind. Tijdens dit bewind verkeerde het rijk in een periode van desintegratie. Hij was getuige van de opstanden in verschillende regio's, met name in de Balkan, en de door hem verloren oorlog van 1893 tegen het Russische rijk. Hij beklom de troon op 31 augustus 1876 en regeerde het land tot hij werd afgezet op 27 april 1909, kort na de revolutie van de Jonge Turken van 1908. Als gevolg van zijn instemming met de pro-constitutionele monarchie vaardigde hij op 23 december 1876 de eerste Ottomaanse grondwet uit en wekte hij de indruk dat deze het democratiseringsproces van het land zou ondersteunen. Kort daarna, in 1878, zegde hij de grondwet op en ontbond het parlement, waarbij hij zijn meningsverschillen met het parlement betoogde. [Na het sluiten van de vergadering versterkte hij zijn macht en begon zijn absolute heerschappij.

## Historische achtergrond
De sultan was aan het hoofd van het Rijk in een tijd waarin de machtsbasis afbrokkelde. Het Ottomaanse Rijk kreeg de bijnaam de zieke man van Europa toegedicht. Westerse politici en diplomaten werden  meer begerig naar stukken Osmaans gebied of concessies. Bijkomend was het ook nog een enorme impuls voor de christelijke onderdanen van het Rijk toen het revolutionaire Frankrijk onder Napoleon Bonaparte begin 19e eeuw Dalmatië verwierf en dus een buurman werd van de onderworpen christelijke gebieden. In de Grote Oosterse Kwestie, ook kortweg oosterse kwestie of oosters vraagstuk genoemd, was het vraagstuk wat er met de grondgebieden van het Osmaanse Rijk moest gebeuren, wanneer dit de geest zou geven. 

## Constitutionele parlementaire monarchie
Tegen deze achtergrond voerde Abdülhamid II december 1876 de eerste Ottomaanse grondwet, de  Kanun-i Esasi, in. Daarmee deed de constitutionele parlementaire monarchie zijn intrede in het Ottomaanse Rijk. De Russen verklaarden hem kort daarna in 1877 echter de oorlog en in 1878 had zijn rijk de meeste Europese gebieden verloren. In 1878 zond hij vanwege de Russisch-Turkse Oorlog (1877-1878) het parlement bij koninklijk besluit naar huis en sindsdien voerde hij een autocratisch bewind en kwam er een einde aan alle verdere liberaliseringspogingen.

## Moordaanslag door Armeense Revolutionaire Federatie (Dashnak)
Waar de door Abdülhamit's voorgangers ingevoerde Tanzimat hervormingen van 1839 Armeniërs meer rechten en zetels in het parlement had gegeven, nam Abdülhamit een nieuwe ideologie aan om meer eenheid in zijn rijk te brengen; het Pan-Islamisme. De Armeense Revolutionaire Federatie of Dashnak wilde juist autonomie verkrijgen in de door Armeniërs bevolkte gebieden van het Ottomaanse Rijk. Dit gebeurde in de context van de naar Abdulhamid II vernoemde Hamidische bloedbaden, ook wel aangeduid als de Armeense bloedbaden van 1894-1896, waar het optreden van de Ottomaanse staat tot naar schatting tussen de 80.000 en 300.000 Armeense en andere christelijke dodelijke slachtoffers leidde, als ook tot 50.000 weeskinderen. 
De Dashnak werd in 1890 opgericht als progressief en sociaaldemocratische politieke organisatie die streefde naar een onafhankelijke Armeense staat. De Dashnak beschouwde gewapend optreden inclusief terrorisme als noodzakelijk voor het bereiken van politieke doelen. Op vrijdag 21 juli 1905 organiseerden de leden van de Dashnak de Yıldız Poging, een moordaanslag op Abdül-Hamid II in de hoofdstad van het Ottomaanse Rijk, Istanboel. De Yıldız Poging  bij de Yildiz Hamidiye-moskee om de Sultan te vermoorden was een mislukking. De Dashnak verloor ook een van haar grondleggers, Kristapor Mikaelian, in een explosie tijdens de planning van de operatie. Bij de aanslag met een tijdbom met 80-kilo melaniet-explosieven vielen 26 doden en 56 gewonden, voornamelijk koetsiers en soldaten. Tevens werden 55 paarden gedood. De Belgische anarchist Edward Joris gold als hoofdverdachte in deze aanslag, die door de Armeense Revolutionaire Federatie op touw was gezet en die voornamelijk door Russische, Amerikaanse en Bulgaarse Armeniërs werd gefinancierd.

## Jonge Turken
In 1908 voerden de Jong-Turken met succes een staatsgreep uit. Na een mislukte contrarevolutionaire staatsgreep in 1909 besloot de Nationale Vergadering de Sultan af te zetten en te verbannen naar Saloniki in Griekenland. Later werd hij in Istanboel geïnterneerd, waar hij in 1918 overleed.
Hij werd opgevolgd door zijn broer Mehmet V (ook wel bekend als Mohammed V).